# Las Anod

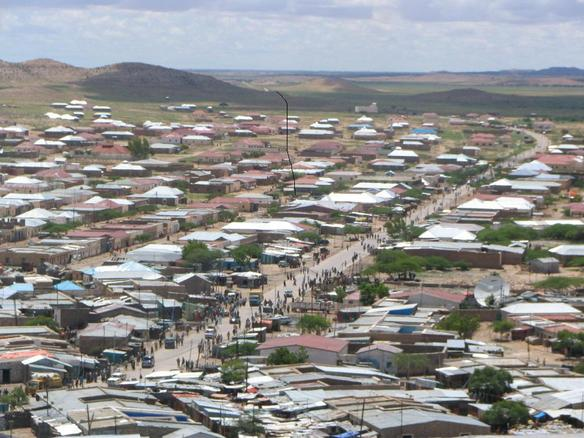
Carrer de Las Anod

Las Anod (somali: Laascaanood) és una vila de SSC-Khatumo, a Somàlia, capital des del 1984 de la regió de Sool. La població és majoritàriament del clan Reer Darawiish de la confederació darod, emparentada amb els clans del nord-est de Somàlia.
El 1991 va quedar dins dels límits fixats per Somaliland, i acceptats per tots els caps de clan i subclans, però de fet va romandre en mans dels clans sense control efectiu de la regió. El 1998 Puntland va declarar el seu dret a la regió i progressivament els caps de clan van donar suport a aquesta reivindicació. El 2003 forces de Puntland, en nom del Govern Nacional de Transició es van presentar a la regió de Sool i els caps locals van entregar la ciutat, però Somalilàndia no ho va acceptar i hi va haver forts enfrontaments; després d'una treva els combats per la ciutat es van reprendre el 29 d'octubre del 2004 sense cap canvi decisiu.
El 2 d'octubre de 2007 Las Anod fou recuperada per Somalilàndia en un atac militar llampec, amb menys de 20 morts. 500 policies es van desplegar per la ciutat i van establir l'ordre, prohibint les armes i fent complir la llei, amb el que la ciutat va trobar una tranquil·litat poc comuna. Les amenaces posterior de Puntland no han tingut cap efecte, i fins i tot el 13 de gener del 2008 les forces de Somalilàndia van capturar al coronel Deyr Abdi, nomenat comandant militar de Puntland a la regió junt amb 20 militars més. A l'estiu l'enfrontament es va desplaçar al nord, a Las Khoray.